# Phytomyza abdominalis
Phytomyza abdominalis este o specie de muște din genul Phytomyza, familia Agromyzidae, descrisă de Zetterstedt în anul 1848.
Este endemică în Sweden. Conform Catalogue of Life specia Phytomyza abdominalis nu are subspecii cunoscute.